# Dan Seagrave
Pour les articles homonymes, voir Seagrave.
Dan Seagrave (né Daniel Seagrave en 1970) est un peintre britannique, aujourd'hui installé à Toronto au Canada. Il est connu en particulier pour les peintures qu'il a réalisées entre 1988 et 1994 pour des groupes de death metal et, dans une moindre mesure, de thrash metal. Le style de Dan Seagrave se caractérise par des compositions de grande taille complexes et très détaillées réalisées à la gouache. Les travaux récents font quant à eux plutôt appel à la peinture acrylique. Dans le milieu des années 1990, l'artiste britannique s'est tourné notamment vers la peinture murale,,.
Parmi les pochettes de disques réalisées par Dan Seagrave, on peut notamment citer celles d'Altars of Madness de Morbid Angel, Clandestine d'Entombed, ou encore Like an Ever Flowing Stream de Dismember.